# Bueu
Bueu település Spanyolországban, Pontevedra tartományban. Bueu Marín, Moaña és Cangas községekkel határos. Lakosainak száma 11 837 fő (2024).

## Népesség
A település népessége az elmúlt években az alábbi módon változott:
| Lakosok száma | 12 548 | 12 483 | 12 440 | 12 331 | 12 373 | 12 352 | 12 145 | 12 009 | 11 978 | 11 837 |
|               | 2001   | 2004   | 2007   | 2009   | 2012   | 2014   | 2017   | 2019   | 2022   | 2024   |